# Dimeria agasthyamalayana
Dimeria agasthyamalayana là một loài thực vật có hoa trong họ Hòa thảo. Loài này được Kiran Raj & Ravi mô tả khoa học đầu tiên năm 2001.